# Synagoge (Asjory)

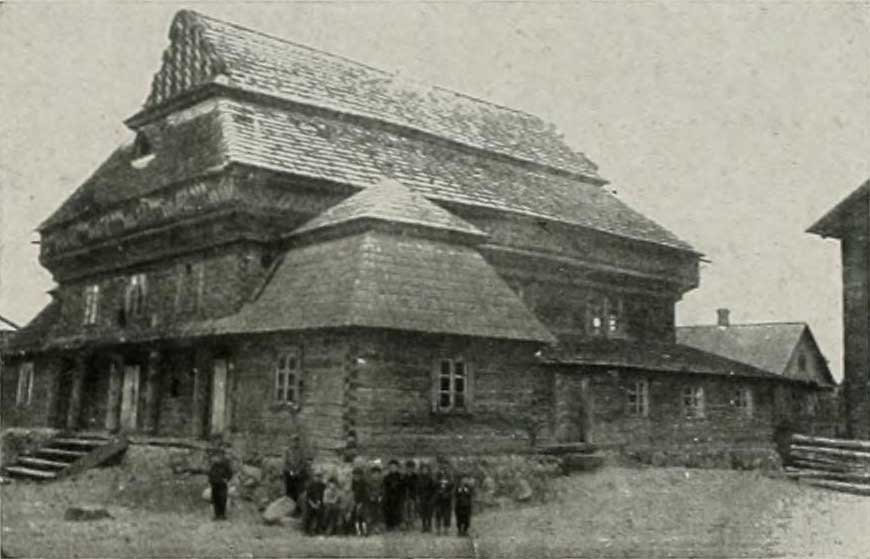
Synagoge in Asjory (vor 1918)

Die Synagoge in Asjory (belarussisch Азёры), einem belarussischen Ort in der Hrodsenskaja Woblasz, wurde in der zweiten Hälfte des 18. Jahrhunderts erbaut. Die Synagoge aus Holz wurde während des Ersten Weltkriegs zerstört.

## Geschichte
Über die Geschichte der Synagoge ist nur wenig bekannt. Die einzige bekannte Quelle, die eine Aussage über die Zerstörung macht, gibt  den Ersten Weltkrieg an. Einige Bilder auf Wikipedia Commons benennen als Aufnahmedatum zwar die 1930er Jahre, in der Quelle für die Bilder sind aber keine Jahresdaten angegeben, so dass es sich hierbei auch um eine Vermutung handeln kann In dem Buch von  Maria und Kazimierz Piechotka wird über eine Synagoge berichtet, die nach dem Ersten Weltkrieg in Asjory erbaut wurde, was für eine Zerstörung der vorherigen Synagoge spricht.

## Architektur
Das Gebäude bestand aus einer nahezu quadratischen Haupthalle. Im Westen war eine Arkade mit Eingang zum Vestibül und einem darüberliegenden Raum, bei dem es sich um einen Gebetsraum der Frauen gehandelt haben könnte. Entlang der Süd- und der Nordseite waren niedrigere Anbauten, wahrscheinlich ebenfalls mit den Frauengebetsräumen. An den Ecken im Westen waren zwei niedrigere Eckpavillons. Diese hatten ein zweistufiges Pyramidendach. Der Hauptbau hatte ein Walmdach und darüber, leicht abgesetzt, ein Giebeldach. Der Giebel war im Barockstil gestaltet. Die Anbauten an den Seiten hatten Pultdächer.
Die Haupthalle hatte an den drei Außenseiten je zwei Zwillingsfenster; die restlichen Räume hatten kleinere, rechteckige Fenster.
Die Decke der Haupthalle hatte ein Gewölbe, das in die Dachkonstruktion hineinreichte.
Die Bima hatte die Form einer achteckigen, barocken Laube mit hohen Holzsäulen und war von einer Balustrade umgeben.
Der Toraschrein war zweistufig mit einem Aufsatz, der in das Gewölbe hineinragte. Er wurde nach oben schmaler und Säulen an den Seiten waren mit Blumenmotiven verziert.